# MR UR-100
MR UR-100 (numer kodowy 15A15, NATO: SS-17, Spanker) – zaprojektowany i produkowany na Ukrainie, radziecki dwustopniowy międzykontynentalny pocisk balistyczny bazowania lądowego na paliwo ciekłe, przenoszący do 4 głowic MIRV, z ładunkami termojądrowymi o mocy 550 do 750 kT. Przeznaczony do wystrzeliwania z utwardzonych podziemnych silosów pocisk ICBM, startował metodą zimnego startu, i znajdował się w stanie operacyjnym w Strategicznych Wojskach Rakietowych w latach 1975–1983.

## Rozwój i służba operacyjna
Zarządzenie Ministerstwa Budowy Maszyn autoryzujące program rozwojowy systemu rakietowego 15A15 w celu zastąpienia pocisków UR-100 zostało podpisane we wrześniu 1970 roku, a opracowanie nowego pocisku zostało powierzone zakładom imienia Makarowa Jużmasz na Ukrainie, w którym głównym konstruktorem był w tym czasie W. F. Utkin. Testy pocisku w locie były planowane 1973 roku, jednak testy zimnego startu zostały zapoczątkowane już w maju 1971 roku, zaś pełnoskalowe testy pocisku w locie rozpoczęły się w 26 grudnia 1972 roku i trwały do 17 grudnia 1974 roku, na poligonie rakietowym na Bajkonurze. Po rozpoczęciu testów standardowej wersji pocisku z 4 głowicami, pocisk został przetestowany w wersji z jedną głowicą. Amerykański Departament Obrony oznaczył je w związku z tym dla własnych celów, jako – odpowiednio – SS-17 Mod 1 i SS-17 Mod 2. 
Pierwszy pułk z pociskami MR UR-100 został postawiony w dyżur bojowy 6 maja 1975 roku, jednak oficjalnie system został przyjęty 30 grudnia 1975 roku, a 16 kwietnia 1976 roku rząd postanowił o rozpoczęciu  rozwoju jego zmodernizowanej wersji oznaczonej jako MR UR-100UTTH (15A16). Do 1979 roku liczba rozmieszczonych pocisków MR UR-100 sięgnęła 130, a wszystkie pociski jednogłowicowe zostały zastąpione przez pociski w wersji wielogłowicowej w latach 1979–1989, po czym w latach 1982–1983 wszystkie pociski tego typu zostały zastąpione przez pociski MR U-100UTTH.

## Konstrukcja
MR U-100 był dwustopniowym pociskiem na paliwo ciekłe o zasięgu 10 320 kilometrów i celności o prawdopodobnym błędzie kołowym (CEP) na tym dystansie wynoszącym nie więcej niż 1080 metrów. Rozmiary pocisku były dokładnie dostosowane do możliwości startu z silosów pocisków UR-100, jednak średnica obu stopni pocisków MR UR-100 była większa niż pocisków UR-100, i wynosiła 2,25 metra w przypadku pierwszego stopnia, oraz 2,1 metra w drugim stopniu. Drugi stopień napędowy miał kształt toroidalny z silnikiem umieszczonym w jego wewnętrznym wgłębieniu. Pierwszy stopień był wyposażony w silnik z pojedynczą komorą w cyklu zamkniętym oraz w czterokomorowy silnik sterujący również na paliwo ciekłe w cyklu otwartym. Wektor ciągu był kontrolowany przez wtrysk jego gazów spalinowych do dysz. Ciąg czterech dysz zasilany był przez turbopompę. Paliwo ciekłe o masie 63,2 tony stanowiła 1,1-Dimetylohydrazyna (UDMH), zaś utleniaczem był tetratlenek diazotu. Ciąg pierwszego stopnia na poziomie morza wynosił 1425 kN, w próżni zaś 1558 kN, impuls właściwy zaś – odpowiednio – 2897 m/s i 3121 m/s. Układ napędowy zapewniał pociskowi throw-weight w wysokości 2550 kilogramów. Cykl życia pocisku określono konstrukcyjnie na 10 lat.
Post-Boost Vehicle pocisku zasilany był silnikiem rakietowym na paliwo stałe, i mógł przenosić do czterech głowic niezależnie nakierowywanych, mieścił także przedział systemu kontroli i naprowadzania. Z uwagi na ograniczenia wynikające z wielkości silosu, czepiec balistyczny składał się z dwóch składanych części, które były łączone ze sobą po opuszczeniu silosu przez pocisk. Pocisk kontrolowany był autonomicznym układem bezwładnościowym.